# Ginástica na Universíada de Verão de 1997
A ginástica na Universíada de Verão de 1997 teve suas disputas realizadas na cidade de Catania, na Itália, contando com as provas masculinas e femininas da ginástica artística e da modalidade rítmica. 

## Eventos
| Ginástica artística - Individual geral masculino - Equipes masculino - Solo masculino - Barra fixa - Barras paralelas - Cavalo com alças - Argolas - Salto sobre a mesa masculino - Individual geral feminino - Equipes feminino - Trave - Solo feminino - Barras assimétricas - Salto sobre a mesa feminino | Ginástica rítmica - Individual geral - Arco - Maças - Corda - Fita |

## Medalhistas

### Ginástica artística
| Evento              | Ouro                  | Prata                 | Bronze                |
| ------------------- | --------------------- | --------------------- | --------------------- |
| Masculino           |                       |                       |                       |
| Equipes             | CHN                   | JPN                   | ROU                   |
| Individual geral    | CHN Zheng Lihui       | CHN Zhao Shen         | CHN Wang Dong         |
| Solo                | CHN Zhao Shen         | KOR Cho Seong-Min     | ROU Ioan Silviu Suciu |
| Cavalo com alças    | ROU Ioan Silviu Suciu | JPN Kenichi Fujita    | ITA Alberto Busnary   |
| Argolas             | ITA Juri Chechi       | ITA Roberto Galli     | CRO Alexei Demianov   |
| Salto sobre a mesa  | JPN Naoya Tsukahara   | ROU Ioan Silviu Suciu | KOR Cho Seong-Min     |
| Barras paralelas    | CHN Zhao Shen         | JPN Naoya Tsukahara   | SLO Mitja Petkovšek   |
| Barra fixa          | JPN Yoshihiro Saito   | CHN Zheng Lihui       | JPN Yoshiaki Hatakeda |
| Feminino            |                       |                       |                       |
| Equipes             | RUS                   | USA                   | JPN                   |
| Individual geral    | USA Shannon Miller    | USA Kathleen Shrieves | JPN Risa Sugawara     |
| Salto sobre a mesa  | MEX Dennise López     | RUS Alla Pelchkova    | USA Leah Brown        |
| Barras assimétricas | CHN Zheng Zhi         | JPN Risa Sugawara     | USA Kathleen Shrieves |
| Trave               | JPN Risa Sugawara     | CUB Leyanet González  | RUS Rozalia Galyeva   |
| Solo                | JPN Risa Sugawara     | RUS Oksana Postavets  | CUB Leyanet González  |

### Ginástica rítmica
| Evento           | Ouro                                       | Prata               | Bronze                 |
| ---------------- | ------------------------------------------ | ------------------- | ---------------------- |
| Individual geral | BLR Yelena Vitrichenko                     | BLR Tatyana Ogryzko | RUS Aamina Zaripova    |
| Corda            | BLR Yelena Vitrichenko                     | RUS Aamina Zaripova | FRA Eva Serrano        |
| Maças            | BLR Tatyana Ogryzko RUS Aamina Zaripova    | nenhum              | BLR Yelena Vitrichenko |
| Arco             | FRA Eva Serrano BLR Yelena Vitrichenko     | nenhum              | BLR Tatyana Ogryzko    |
| Fita             | BLR Yelena Vitrichenko RUS Aamina Zaripova | nenhum              | BLR Tatyana Ogryzko    |

## Quadro de medalhas
| Ordem | País               | Medalha de ouro | Medalha de prata | Medalha de bronze |    |
| ----- | ------------------ | --------------- | ---------------- | ----------------- | -- |
| 1     | CHN China          | 5               | 2                | 1                 | 8  |
| 2     | BLR Bielorrússia   | 5               | 1                | 3                 | 9  |
| 3     | JPN Japão          | 4               | 4                | 3                 | 11 |
| 4     | RUS Rússia         | 3               | 3                | 2                 | 8  |
| 5     | USA Estados Unidos | 1               | 2                | 2                 | 5  |
| 6     | ROU Romênia        | 1               | 1                | 2                 | 4  |
| 7     | ITA Itália         | 1               | 1                | 1                 | 3  |
| 8     | FRA França         | 1               |                  | 1                 | 2  |
| 9     | MEX México         | 1               |                  |                   | 1  |
| 10    | KOR Coreia do Sul  |                 | 1                | 1                 | 2  |
| 10    | CUB Cuba           |                 | 1                | 1                 | 2  |
| 12    | CRO Croácia        |                 |                  | 1                 | 1  |
| 12    | SLO Eslovênia      |                 |                  | 1                 | 1  |
| TOTAL | TOTAL              | 22              | 16               | 19                | 57 |